# Dolina Parzychwost

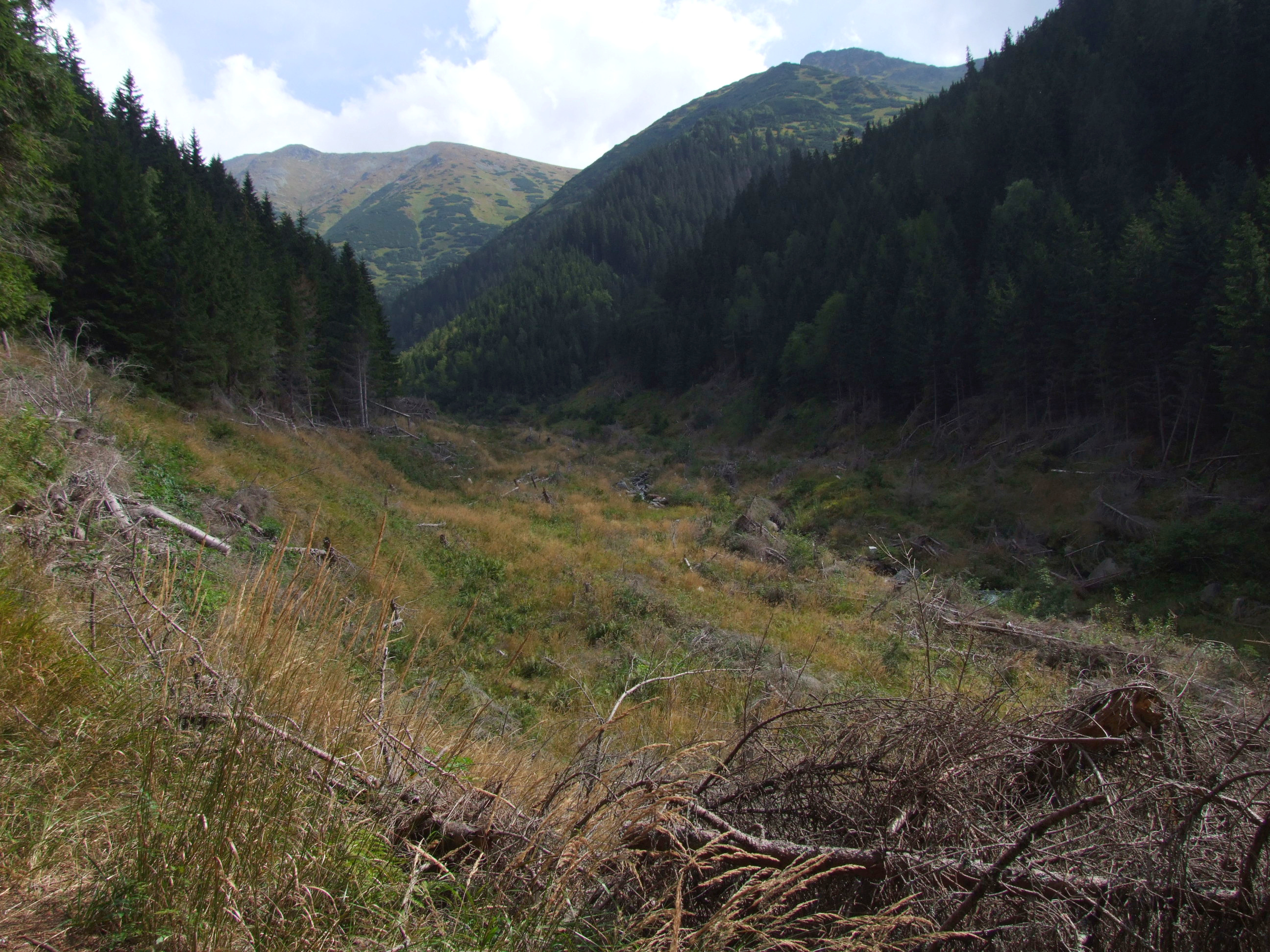
Dolina Parzychwost. W dole dawna polana Parzychwost

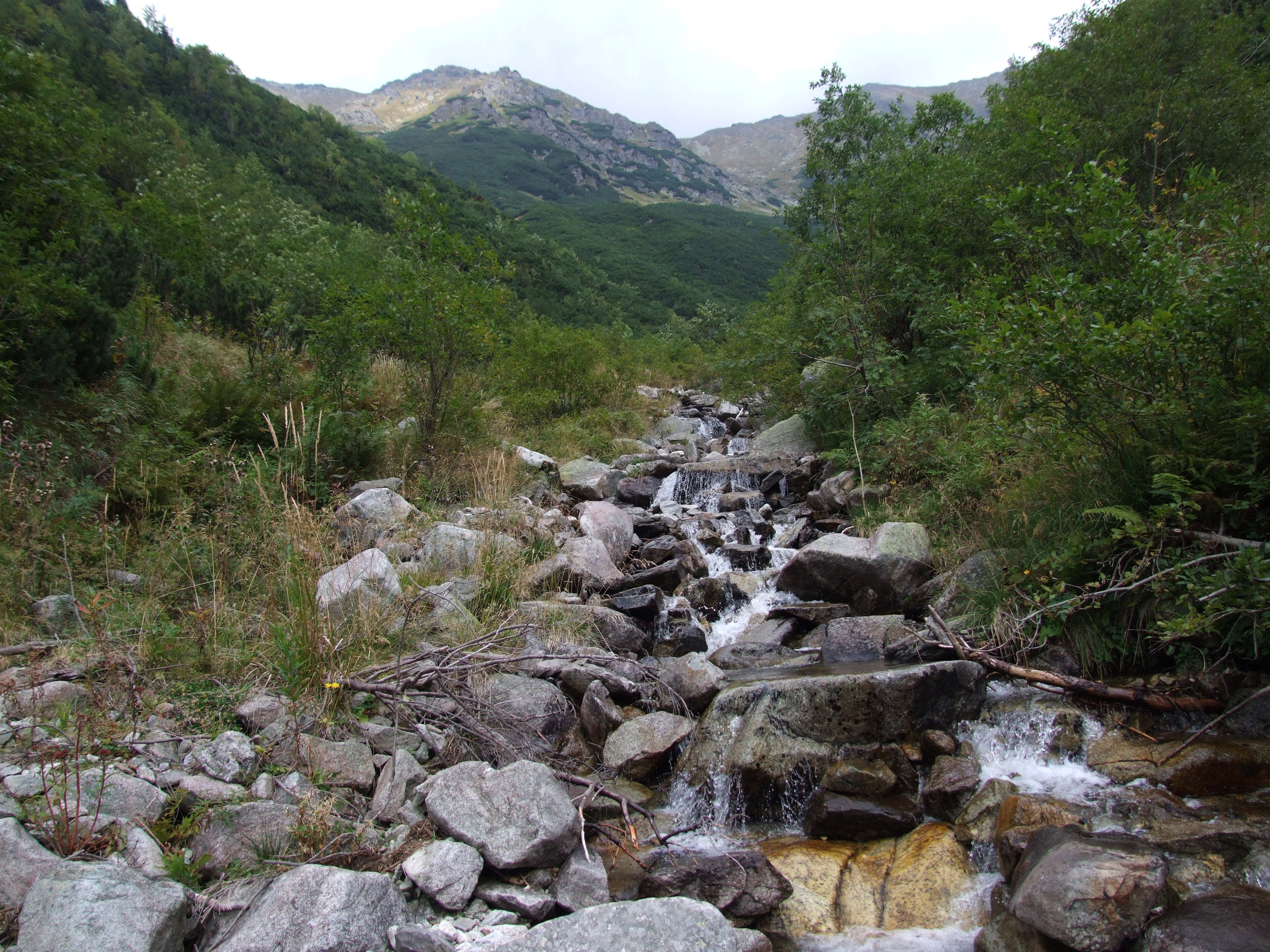
Dolina Parzychwost

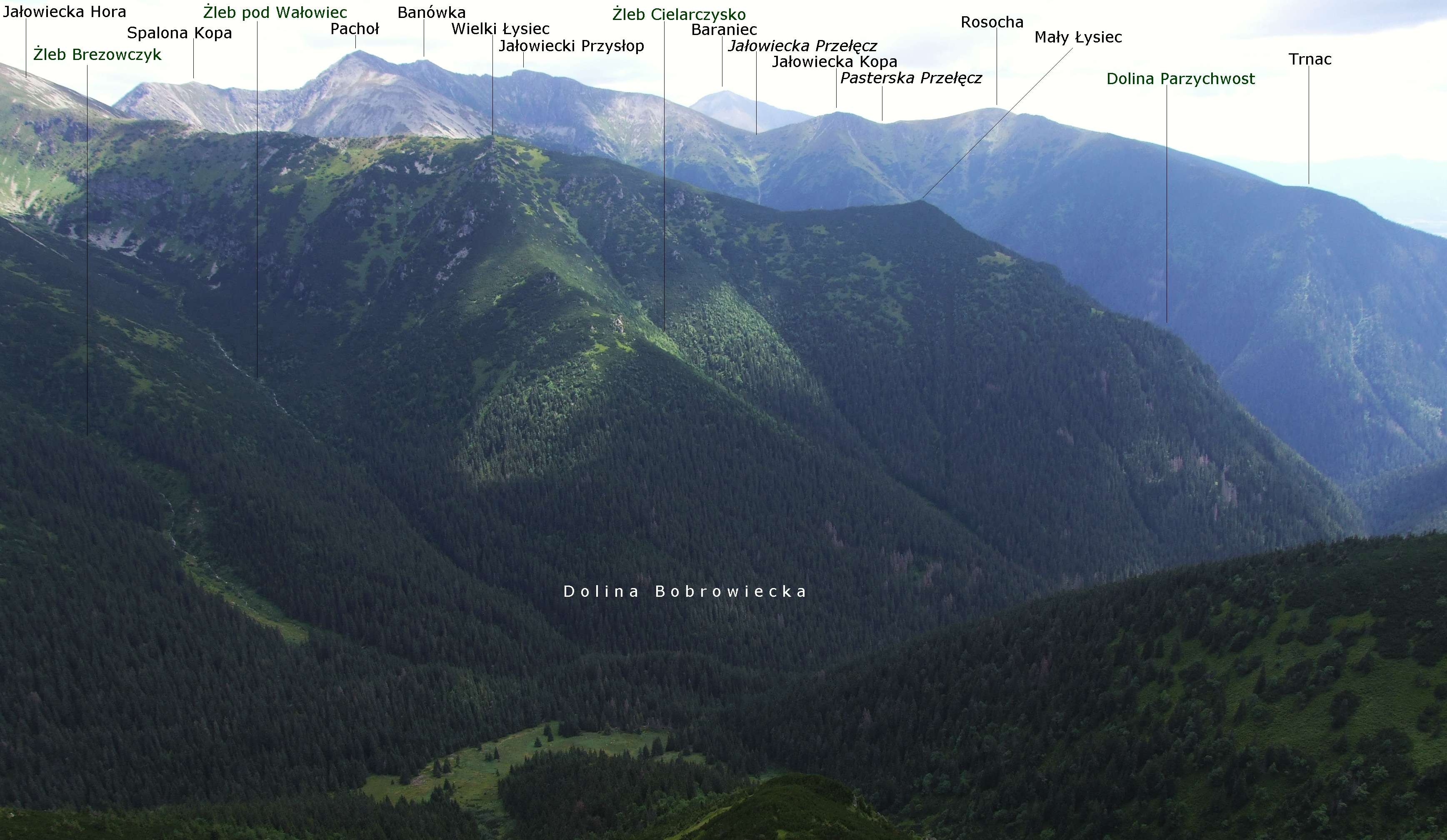
Widok z Siwego Wierchu

Dolina Parzychwost (słow. dolina Parichvost) – dolina w słowackich Tatrach Zachodnich będąca największym odgałęzieniem Doliny Jałowieckiej.

## Topografia
Odgałęzia się od Doliny Jałowieckiej na wysokości około 1000 m pod Małym Łyścem i podnosi w północno-wschodnim kierunku, górą podchodząc pod główną grań Tatr Zachodnich. Dolina Parzychwost ma jedną, orograficznie prawą odnogę – Dolinę Głęboką. Jeśli potraktować dolinę Parzychwost oddzielnie, z wyłączeniem Doliny Głębokiej, to orograficznie prawe jej obramowanie tworzą stoki Małego Łyśca, północno-zachodni grzbiet odchodzący od Płaczliwego (Zawraty), grzbiet od Płaczliwego do Pachoła, odcinek grani głównej od Pachoła po Banówkę, boczny grzbiet odchodzący od Banówki po Rosochę i zachodni grzbiet Rosochy opadający do Trnaca.

## Opis doliny
Dolina Parzychwost ma długość 3 km i wznosi się od 1000 po 2178 m n.p.m., więc ma dużą deniwelację względną (1178 m) przy stosunkowo niedużej długości. Początkowy odcinek głównego ciągu doliny Parzychwost jest łagodny, ale górny pod Zawratami jest bardzo stromy. Doliną schodzą lawiny, w jednej z nich właśnie tutaj w marcu 1995 roku ponieśli śmierć ekolog i polityk, minister ochrony środowiska w czechosłowackim rządzie Josef Vavroušek i jego 20-letnia córka. Przyspieszyło to decyzję o otwarciu Symbolicznego Cmentarza Ofiar Tatr Zachodnich przy Schronisku Żarskim.
Dawniej dolina nazywana była Doliną Wielką, pod taką nazwą występuje w pisanych źródłach już w 1640 r. Była dawniej wypasana. Pozostałością dawnego pasterstwa są zarastające lub już zarośnięte polany: polana Parzychwost, Nowa Hala i Praszywe. Dnem doliny płynie potok Parzychwost.

## Turystyka
Dolina jest dostępna turystycznie. Szlaki turystyczne prowadzą zarówno głównym ciągiem doliny Parzychwost, jak i jej odnogą, Doliną Głęboką. Końcowy odcinek niebieskiego szlaku wspinającego się na Banikowską Przełęcz przez Zawraty należy do jednego z najbardziej stromych w całych Tatrach. Szlaki wiodące doliną Parzychwost i Doliną Głęboką są rzadko odwiedzane przez turystów, chociaż – jak o dolinie Parzychwost Józef Nyka pisze w swoim przewodniku Tatry słowackie – jest to jeden z najładniejszych pod względem krajobrazowym i przyrodniczym szlaków Tatr Zachodnich.

## Szlaki turystyczne
– zielony: rozdroże do Parzychwostu – Praszywe – Dolina Głęboka – Pośrednia Salatyńska Przełęcz. Czas przejścia: 2:30 h, ↓ 2:10 h
  – niebieski: Rozdroże do Parzychwostu – Praszywe – dolina Parzychwost – Banikowska Przełęcz. Czas przejścia: 2:30 h, ↓ 2 h.
Obydwa szlaki czynne są tylko w sezonie od 16 czerwca do 31 października.